# Max Wozniak
Max Wozniak, także Max Wosniak (22 września 1926 w Kolonii, zm. 7 lipca 2023) – polsko-niemiecki piłkarz występujący na pozycji bramkarza, trener piłkarski, selekcjoner reprezentacji Stanów Zjednoczonych.

## Życiorys
Urodził się w rodzinie żydowskiej; jego ojciec był Polakiem, który wyemigrował do Niemiec. Max Wozniak spędził dzieciństwo w Kolonii, tam też uczęszczał do żydowskiej szkoły, w której ukończył siódmą klasę, a od 1935 roku grał jako junior w Hakoahu Köln. Ze względu na politykę nazistowską w 1939 roku został wraz z rodziną deportowany do Polski jako kraju pochodzenia ojca. Podczas II wojny światowej rodzina Wozniaków zdecydowała się na przeprowadzkę do ZSRR, gdzie osiedlili się w Magnitogorsku. Tam Max Wozniak uczył się w szkole, a od kwietnia 1942 roku pracował w fabryce wojskowej. W 1946 roku Wozniakowie wrócili do Polski, gdzie Max podjął pracę w kopalni węgla, a później w wydziale księgowości tej kopalni. W 1946 roku rozpoczął karierę piłkarską, grając jako bramkarz w Victorii Świebodzice. W 1952 roku został zawodnikiem Górnika Wałbrzych. W trakcie gry dla tego klubu wystąpił w nieoficjalnym meczu reprezentacji Dolnego Śląska przeciwko Polsce (22 sierpnia 1956, 0:1). W 1957 roku wyemigrował do Izraela, gdzie do 1959 roku był zawodnikiem Hapoelu Kefar Sawa.
W 1961 roku uzyskał w Niemczech licencję trenerską. Początkowo prowadził kluby niemieckie, a także Maccabi Herclijja. W 1965 roku wyemigrował do Stanów Zjednoczonych. W 1967 roku był szkoleniowcem Los Angeles Toros, występującego w National Professional Soccer League. W 1970 roku wraz z drużyną UCLA wygrał Greater Los Angeles Soccer League. W 1972 roku został trenerem Maccabee Los Angeles, z którym rok później wygrał National Challenge Cup, a w 1974 roku triumfował w Greater Los Angeles Soccer League.
W 1973 roku został selekcjonerem reprezentacji Stanów Zjednoczonych, którą poprowadził w dwóch oficjalnych meczach towarzyskich: przeciwko Bermudom (17 marca, 0:4) i Polsce (20 marca, 0:4). Następnie prowadzona przez niego reprezentacja odbyła serię nieoficjalnych meczów w Europie, nie wygrywając żadnego (1:2 z Polską B, 1:5 z Niemcami B, 0:6 z Belgią B, 0:7 z SS Lazio i 1:1 z US Massese). Po serii nieudanych spotkań Wozniak został zwolniony, a jego następcą został Gene Chyzowych. W latach 1975–1976 Wozniak pracował jako trener Blue Star Torrance SC, zdobywając z tym klubem mistrzostwo ligi. W latach 1977–1978 był trenerem Los Angeles Skyhawks.
Był żonaty od 1969 roku. Został wcielony do Southern California Jewish Sport Hall of Fame (1993) oraz USA Jewish Sport Hall of Fame.